# Suzuki Celerio
Suzuki Celerio — хетчбэк, выпускаемый с 2008 года компанией Suzuki.

## Первое поколение (2008)
С 2008 по 2013 год название Celerio присваивалось автомобилю Suzuki Alto.

## Второе поколение (FE; 2014)
Второе поколение Celerio было полностью разработано компанией Suzuki и никак не связано с Alto/A-Star. Изначально автомобиль оснащался бензиновыми двигателями, а со второго квартала 2015 года автомобиль оснащался также дизельными (до февраля 2017 года) и газомоторными двигателями. Celerio X являлся премиальным вариантом Celerio со «спортивным» внешним видом, технологией AGS, яркой графикой X и дизайном решётки радиатора.
Suzuki Celerio оснащён бензиновыми двигателями Suzuki K10B в паре с пятиступенчатой механической трансмиссией. Блок управления приводит в действие гидравлику для переключения передач.
На европейском рынке продажи Suzuki Celerio начались во второй половине 2014 года, а дебют состоялся в марте 2014 года на Женевском автосалоне. Для рынков Великобритании (до 2019 года), Ирландии, Австралии (до 2021 года) и Новой Зеландии автомобиль выпускался в Таиланде подразделением Suzuki Rayong. В Австралию Celerio поставлялся без пятого ремня безопасности.
В Пакистане сборка Suzuki Celerio под индексом Cultus началась в 2017 году в комплектациях VXR, VXL и VXL AGS. Хотя в варианте VXR отсутствовали подушки безопасности, зеркала с электроприводом, ABS и противотуманные фары, оба варианта VXR и VXL оснащались 5-ступенчатой механической коробкой передач, в то время как вариант VXL AGS оснащался 5-ступенчатой автоматизированной коробкой передач. Также Cultus стал первым пакистанским автомобилем с технологией AGS.

Celerio поставлялся в Пакистан из Индии и Таиланда. Предшественниками являлись A-Star и Zen Estio.
- Вид сзади
- Интерьер

## Третье поколение (2021)
Третье поколение Suzuki Celerio было запущено в производство в Индии 10 ноября 2021 года. Автомобиль разработан на платформе HEARTECT, которая также лежит в основе Wagon R и Ignis. В движение Celerio приводится 1,0-литровым двигателем K10C Dualjet, который является переработанной версией K10B с двумя топливными форсунками на цилиндр (Dual VVT) и несколькими другими модификациями.
В январе 2023 года Celerio третьего поколения был представлен на рынках Южной Африки и некоторых других стран RHD под названием Toyota Vitz в роли преемника Toyota Agya.

### Галерея
- Вид спереди
- Вид сзади

## Продажи
| Год  | Индия   | Таиланд |
| ---- | ------- | ------- |
| 2014 | 67,616  | 1,862   |
| 2015 | 82,961  | 2,487   |
| 2016 | 90,481  | 1,187   |
| 2017 | 100,860 | 922     |
| 2018 | 100,957 |         |
| 2019 | 82,961  |         |
| 2020 |         | 4,351   |